# عبد الرحيم بن جعفر
عبد الرحيم بن جعفر بن سليمان العباسي الهاشمي (توفي حوالي 844) كان أمير عباسي في القرن التاسع وعُيَّن في زمن الخليفة المُعْتَصِم بِالله على اليمن.

## نسبه
هو عبد الرَّحيم بن جَعْفَر بن سُليَمان بن علي بن مُحَمد بن عَبدِ الله بن العَبَّاس بن عَبد المُطَّلِب بن هاشِم بن عَبد مَناف بن قُصي بن كِلاب بن مُرة بن كَعب بن لُؤي بن غالِب بن فَهر بن مالِك بن النَّضر بن كِنانة بن خُزَيمة بن مُدرِكة بن إلياس بن مَضَر بن نِزار بن مَعد بن عدنان.

## الحياة
عبد الرحيم هو ابن جعفر العبَّاسي الهاشِمي، أحد أفراد الأسرة العباسية من الطبقة الصُّغرى، حيث كان سُليمان الابن الثاني للإمام مُحَمد وأخ الخلفاء السفاح (حكم 750-754) والمنصور (حكم في الفترة 750-754).  عينه الخليفة المعتصم (833-842) والياً على اليمن، ووصل إلى صنعاء في بداية عام 836. خلال فترة ولايته أُجبر على التعامل مع متمردي بنو يعفر وعلى رأسهم يعفر بن عبد الرحمن الحوالي الذي سجن الحاكم السابق عباد بن الغمر الشهابي ونجله وهزم حملة استكشافية أرسلت ضده. ظل عبد الرحيم والياً حتى عام 839، عندما تم عزلُه لصالح جعفر بن دينار الخياط. 
قُبض على عبد الرحيم فيما بعد أثناء خلافة الواثق بالله (حكم 842-847) وأُجبر على التنازل عن ثروته، توفي في السجن في 844.

## ملحوظات
1. ↑  McAuliffe 1995، صفحة 287 n. 1317.
2. ↑  Al-Mad'aj 1988; Van Arendonk 1919 (who speculates that Abd al-Rahim may have given Abbad and his son to Ya'fur as hostages); Bikhazi 1970; Ibn Abd al-Majid 1985.
3. ↑  Al-Safadi 2000، صفحة 196.